# Глазове
Гла́зове — село в Україні, у Шосткинській міській громаді Шосткинського району Сумської області. Населення становить 519 осіб (2001 рік). Колишній орган місцевого самоврядування — Глазівська сільська рада. Розташовано за 40 км від райцентру, на лівому березі річки Бичихи.

## Географія
Село Глазове знаходиться на лівому березі річки Бичихи, вище за течією за 6 км розташоване село Дібрівка, нижче за течією на відстані 2,5 км розташоване село Кривоносівка.

## Символіка
На гербі зображено Всевидяче око на синьому тлі. Внизу зелена чаша для причастя на круглому срібному камені, з боків по каблучці з коштовним камінням. Давньоруське слово «глазъкъ» означає «кулька» чи круглий предмет тому на гербі всі фігури круглі чи мають заокруглені контури (герб є промовистим). Всевидяче око (російське слово "глаз" - око, походить від старослов'янського, і вказує, що очне яблуко - кулька) зображено без трикутника, срібна кам'яна кулька (польське слово "głaz" великий камінь), дві каблучки з коштовним камінням (українське слово "глазок" означає коштовне каміння). Оскільки основне населення села в давнину складали монахи то на гербі присутня чаша для причастя, а зелений колір чаші - Новгород-Сіверський монастир. Загалом герб промовляє: Бог все бачить - як мирське, так і церковне.

## Історія
Село відоме з 1620 року. Помилковим є твердження, що Глазове Шосткинського району вперше згадується під 1654 роком. Ця помилка вперше була допущена під час написання багатотомного видання «Історія міст і сіл УРСР» і нині[коли?] повторюється у всіх подальших довідкових і наукових виданнях. Насправді ж перша згадка про село під 1654 роком стосується с. Глазово, яке розташовано на р. Коста (Брянська область Російської федерації).
Село Глазове Шосткинського району було засноване наприкінці XIV–поч. XV ст. ченцями Новгород-Сіверського Спасо-Преображенського монастиря. Глазове при річці Бичиха вперше згадується 1620 року і вже тоді значилося селом.
Серед мешканців розповсюдженою є легенда про заснування Глазова вихідцями з с. Кривоносівка (Середино-Будського району). «Із Кривоносівки від пана втекли селяни, яких чимось скривдив він. Серед них був і одноокий (одноглазий) чоловік. Він став серед втікачів головним. Йшли вони цілий день і вирішили зупинитись на нічліг, думаючи, що вже далеко втекли від свого села і від ненависного пана. Вранці втікачів збудили крики панів. Виявилось, що втекли вони зовсім недалеко (близько 3-4 км), але далі вже не пішли, а поселилися в тому місці, де зупинилися. Так і виникло село, яке було назване на честь одноокого ватажка — Глазове».Але записувачі цієї легенди не взяли до уваги те, що с. Кривоносівка було засноване дещо пізніше Глазова.
Також нами піддається сумніву думка про те, що найстаріша вулиця села є вул. Красичка. Судячи з географічного розташування Глазова, найбільш ймовірно, що найпершим було заселено «трикутник» вулиць Центральної, Новгород-Сіверської і Зеленої рощі.
Село Глазове згадується у жалуваній грамоті царя Олексія Михайловича Новгород-Сіверському монастирю від 22 квітня 1669 року, в універсалах українських гетьманів І. Самойловича від 31 (21) серпня 1673 року, та І. Скоропадського 1711 року.
Під час ревізії (тодішнього перепису населення) 1723 року 7 дворів з 37 у Глазовому значилися як козацькі, інші ж 30 — належали монастирським селянам. Але згодом ченці монастиря «повернули» і ті 7 козацьких дворів до селянського стану.
В Описі Новгород-Сіверського намісництва 1779—1781 рр. зазначається: «Сотни Новгородской. Село Глазов. Разстоянием от деревни Дмитровки в 7 верст, на проселочной дороге. Положением состоит при речки Бычихе (текущей в дол), по левом берегу. (Лежит оное село на низком ровном месте). В том селе церков деревяная 1, (а публичных строений не имеется). Лесов в принадлежностях сего села нет и в случаи надобности строевой получают от своего монастыря, (а дровяной за позволением онаго берут в лежащих к селу Пираговке лесах упалой и неспособной к строению.
В том селе жителей: священник 1, причетников 2. Посполитых монастырских дворов 69, у ных хат 94, безд. хат 13, (обывателей 110).
Жители онаго села упражняются в хлебопашестве; (и хлеба наработивают только на пропитание на себя, а остающейся иногда от своего употребления продают в местечке Новгородке. Прибыль же свою получают из одной родящейся тут пеньки, кою они продают в экономию своего монастыря, а масло из семян ими делаемое, отвозят в Глухов и Янполь для продажи)».
Від самого свого заснування і до 1786 року село Глазове належало Новгород-Сіверському монастирю. Після указу Катерини ІІ про передачу монастирських земель «в казну» глазівці стають державними селянами, які протягом подальшої історії Російської імперії не були передані у власність поміщиків.

## Населення
Згідно з переписом УРСР 1989 року чисельність наявного населення села становила 705 осіб, з яких 292 чоловіки та 413 жінок.
За переписом населення України 2001 року в селі мешкали 524 особи.

### Мова
Розподіл населення за рідною мовою за даними перепису 2001 року:
| Мова       | Відсоток |
| ---------- | -------- |
| російська  | 54,14 %  |
| українська | 45,66 %  |
| молдовська | 0,19 %   |

## Відомі мешканці

### Уродженці
- Небилиця Богдан Павлович — старший лейтенант Військово-Морських Сил ЗС України, командир малого броньованого артилерійського катера «Нікополь».